# Rajon Poltawa
Der Rajon Poltawa (ukrainisch Полтавський район Poltawskyj rajon; russisch Полтавский район Poltawski rajon) ist ein ukrainischer Rajon mit etwa 580.000 Einwohnern. Er liegt in der Oblast Poltawa und hat eine Fläche von 10844 km², der Verwaltungssitz befindet sich in der namensgebenden Stadt Poltawa.

## Geographie
Der Rajon liegt im Osten der Oblast Poltawa und grenzt im Norden an den Rajon Ochtyrka (in der Oblast Sumy gelegen), im Nordosten an den Rajon Bohoduchiw (in der Oblast Charkiw gelegen), im Osten an den Rajon Krasnohrad (Oblast Charkiw), im Südosten an den Rajon Nowomoskowsk (in der Oblast Dnipropetrowsk gelegen), im Süden an den Rajon Kamjanske und Rajon Dnipro (Oblast Dnipropetrowsk), im Südwesten an den Rajon Krementschuk sowie im Nordwesten an den Rajon Myrhorod.

## Geschichte
Der Rajon wurde am 30. September 1925 gegründet und ist seit 1991 ein Teil der heutigen Ukraine. Am 17. Juli 2020 kam es im Zuge einer großen Rajonsreform zur Auflösung des alten Rajons und einer Neugründung unter Vergrößerung des Rajonsgebietes um die Rajone Dykanka, Karliwka, Kobeljaky, Kotelwa, Maschiwka, Nowi Sanschary, Reschetyliwka, Sinkiw und Tschutowe sowie der bis dahin unter Oblastverwaltung stehenden Stadt Poltawa.

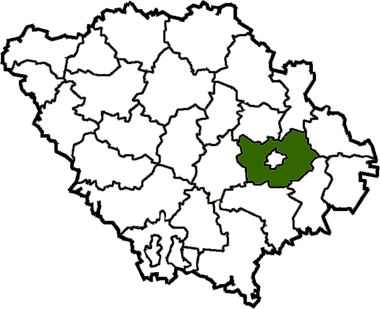
Rajon Poltawa bis Juli 2020
Rajonsgebiet ab Juli 2020

## Administrative Gliederung
Auf kommunaler Ebene ist der Rajon in 24 Hromadas (5 Stadtgemeinden, 8 Siedlungsgemeinden und 11 Landgemeinden) unterteilt, denen jeweils einzelne Ortschaften untergeordnet sind.
Zum Verwaltungsgebiet gehören:
- 5 Städte
- 8 Siedlungen städtischen Typs
- 721 Dörfer
- 12 Ansiedlungen

Die Hromadas sind im Einzelnen:
- Stadtgemeinde Poltawa
- Stadtgemeinde Karliwka
- Stadtgemeinde Kobeljaky
- Stadtgemeinde Reschetyliwka
- Stadtgemeinde Sinkiw
- Siedlungsgemeinde Bilyky
- Siedlungsgemeinde Dykanka
- Siedlungsgemeinde Kotelwa
- Siedlungsgemeinde Maschiwka
- Siedlungsgemeinde Nowi Sanschary
- Siedlungsgemeinde Opischnja
- Siedlungsgemeinde Skorochodowe
- Siedlungsgemeinde Tschutowe
- Landgemeinde Drabyniwka
- Landgemeinde Kolomazke
- Landgemeinde Lanna
- Landgemeinde Martyniwka
- Landgemeinde Matschuchy
- Landgemeinde Mychajliwka
- Landgemeinde Nechworoschtscha
- Landgemeinde Nowoseliwka
- Landgemeinde Schtscherbani
- Landgemeinde Tereschky
- Landgemeinde Welyka Rubliwka